# Esteban Loaiza
Esteban Antonio Loaiza Veyna (né le 31 décembre 1971 à Tijuana, Mexique) est un ancien lanceur droitier de la Ligue majeure de baseball. Il évolue de 1995 à 2008 et connaît sa meilleure saison en 2003 lorsqu'il remporte 21 victoires, un record pour un lanceur mexicain, avec les White Sox de Chicago.

## Biographie
Esteban Loaiza compte deux sélections au match des étoiles, en 2003 et 2004. En 2003 avec les White Sox de Chicago, il remporte 21 victoires contre 9 défaites et maintient une moyenne de points mérités de 2,90 en 226 manches et un tiers lancées, pour terminer deuxième du vote de fin d'année désignant le lauréat du trophée Cy Young du meilleur lanceur de la Ligue américaine, décerné cette année-là à Roy Halladay des Blue Jays de Toronto.
Le 17 juillet 1998, les Pirates de Pittsburgh échangent Loaiza aux Rangers du Texas contre le lanceur droitier Todd Van Poppel et Warren Morris, un joueur de deuxième but. Morris joue 440 matchs de la Ligue majeure de baseball de 1999 à 2003 pour les Pirates de Pittsburgh, les Twins du Minnesota et les Tigers de Détroit.

## Statistiques de joueur
| Statistiques de lanceur |            |            |     |     |     |     |    |        |      |      |
| Saison                  | Équipe     | Ligue      | G   | GS  | W   | L   | SV | IP     | SO   | ERA  |
| 1995                    | PIT        | MLB        | 32  | 31  | 8   | 9   | 0  | 172.2  | 85   | 5,16 |
| 1996                    | PIT        | MLB        | 10  | 10  | 2   | 3   | 0  | 52.2   | 32   | 4,96 |
| 1997                    | PIT        | MLB        | 33  | 32  | 11  | 11  | 0  | 196.1  | 122  | 4,13 |
| 1998                    | PIT        | MLB        | 21  | 14  | 6   | 5   | 0  | 91.2   | 53   | 4,52 |
| 1998                    | TEX        | MLB        | 14  | 14  | 3   | 6   | 0  | 79.1   | 55   | 5,90 |
| 1999                    | TEX        | MLB        | 30  | 15  | 9   | 5   | 0  | 120.1  | 77   | 4,56 |
| 2000                    | TEX        | MLB        | 20  | 17  | 5   | 6   | 1  | 107.1  | 75   | 5,37 |
| 2000                    | TOR        | MLB        | 14  | 14  | 5   | 7   | 0  | 92.0   | 62   | 3,62 |
| 2001                    | TOR        | MLB        | 36  | 30  | 11  | 11  | 0  | 190.0  | 110  | 5,02 |
| 2002                    | TOR        | MLB        | 25  | 25  | 9   | 10  | 0  | 151.1  | 87   | 5,71 |
| 2003                    | CHW        | MLB        | 34  | 34  | 21  | 9   | 0  | 226.1  | 207  | 2,90 |
| 2004                    | CHW        | MLB        | 21  | 21  | 9   | 5   | 0  | 140.2  | 83   | 4,86 |
| 2004                    | NYY        | MLB        | 10  | 6   | 1   | 2   | 0  | 42.1   | 34   | 8,50 |
| 2005                    | WSN        | MLB        | 34  | 34  | 12  | 10  | 0  | 217.0  | 173  | 3,77 |
| 2006                    | OAK        | MLB        | 26  | 26  | 11  | 9   | 0  | 154.2  | 97   | 4,89 |
| 2007                    | OAK        | MLB        | 2   | 2   | 1   | 0   | 0  | 14.2   | 5    | 1,84 |
| 2007                    | LAD        | MLB        | 5   | 5   | 1   | 4   | 0  | 22.2   | 15   | 8,34 |
| Totaux                  | 13 saisons | 13 saisons | 367 | 330 | 125 | 112 | 1  | 2072.0 | 1372 | 4,64 |